# بهارستان شاهی
کتاب بهارستان شاهی یکی از متون تاریخی به زبان فارسی است که به تاریخ کشمیر اختصاص دارد. این کتاب از جمله منابع محلی دست‌اول محسوب می‌شود و نخستین اثر فارسی برجسته‌ای است که توسط نویسنده‌ای ناشناس در دوران حکومت جهانگیرشاه تیموری (۹۹۴–۱۰۲۳ ه‍.ق) به نگارش درآمده است. موضوع اصلی این کتاب، روایت رویدادهای تاریخی کشمیر از دوران حکومت هندوان تا پایان حکومت‌های محلی مسلمان همچون شاهمیریان و چکان است.
این اثر به بررسی سیاست و تاریخ اجتماعی کشمیر می‌پردازد و تمرکز ویژه‌ای بر دوره سلطنت کشمیر و حکومت گورکانیان دارد.
«بهارستان شاهی» از نظر سبک نوشتاری به دلیل استفاده از واژه‌ها و اصطلاحات عربی، ترکی، هندی و سنسکریت بسیار غنی است. مؤلف برای زینت بخشیدن به متن، از اشعار فارسی نیز استفاده کرده است. برخی از این اشعار از نظر سبک، به اشعار فردوسی در شاهنامه شباهت دارند.
این اثر به دلیل روایت‌های دقیق، ساختار منسجم و بهره‌گیری از منابع محلی، جایگاه ویژه‌ای در میان منابع تاریخی کشمیر دارد. از آنجایی که نویسنده آن ناشناس است، همچنان مطالعات بیشتری برای شناسایی مؤلف و تبیین ویژگی‌های این اثر ضروری است.
«بهارستان شاهی» به دلیل روایت‌های دقیق و منحصر به فرد خود دربارهٔ تاریخ کشمیر، یکی از منابع اصلی برای مطالعه این منطقه به‌شمار می‌رود. این کتاب نخستین تاریخ مستقل و مفصل در موضوع کشمیر است و اطلاعات آن برای پژوهش‌های تاریخی و فرهنگی حائز اهمیت است.
بسیاری از منابع تاریخی مانند «تاریخ کشمیر» اثر حیدرملک چارواره و «واقعات کشمیر» اثر محمداعظم دیده مری، از مطالب «بهارستان شاهی» استفاده کرده و به آن استناد کرده‌اند. این نشان می‌دهد که «بهارستان شاهی» منبع ارزشمندی برای تاریخ‌نگاران بعدی بوده است.
هویت مؤلف «بهارستان شاهی» همچنان ناشناخته باقی مانده است. هیچ اطلاعاتی از نام، تاریخ و محل تولد یا درگذشت او در متن کتاب و منابع مرتبط یافت نشده است. تنها سرنخی که در متن یافت می‌شود، اشاره‌ای است به جدّ پدری مؤلف که در دوران سلطان زین‌العابدین از دراویش بود.
این اثر توسط کاشی‌نات پاندیت، که در دانشگاه پنجاب و دانشگاه تهران تحصیل کرده و مدیر سابق مرکز مطالعات آسیای مرکزی در دانشگاه کشمیر بوده است، به زبان انگلیسی ترجمه شده است.

## ساختار و محتوا
بهارستان شاهی با جمله «بسم الله الرحمن الرحیم» آغاز می‌شود و پس از آن بدون مقدمه وارد مباحث تاریخی می‌شود. کتاب در دو بخش اصلی تنظیم شده است:
1. تاریخ دوران پیش از اسلام کشمیر: این بخش به بررسی روایات اساطیری و افسانه‌های مربوط به پیدایش کشمیر، نزاع‌های راجه‌ها و حکومت‌های محلی می‌پردازد.
2. تاریخ دوران پس از ورود اسلام: این بخش شامل گزارش‌هایی از حکومت‌های مسلمان مانند شاهمیریان و چکان است. مؤلف در این بخش، گزارش‌های تاریخی را با استفاده از اشعار فارسی و عربی زینت بخشیده و برخی از وقایع را به صورت شعر نیز روایت کرده است.

## نسخه‌شناسی اثر
بر اساس بررسی‌های انجام‌شده، چهار نسخه خطی از «بهارستان شاهی» شناسایی شده است که به شرح زیر است:
۱. نسخه ایندیاآفیس (India Office): این نسخه که در لندن نگهداری می‌شود، دارای شماره ۵۰۹ است و شامل ۲۱۲ برگ است. هر برگ دارای ۱۷ سطر و به خط نستعلیق نگاشته شده است.
۲. نسخه موزه بریتانیا (British Museum): این نسخه با شماره ۱۶/۷۹۶ در موزه بریتانیا در لندن نگهداری می‌شود و شامل ۱۸۰ برگ با ۱۷ سطر در هر برگ است. این نسخه نیز به خط نستعلیق کوچک نگارش یافته است.
۳. نسخه خطی بریتانیا (British Library): این نسخه با عنوان «تاریخ کشمیر» شناخته می‌شود و در متن نسخه با عنوان «رازه ترنگ» معرفی شده است. این نسخه دارای شماره or.1799 و شامل ۲۶۰ برگ است. هر برگ دارای ۱۵ سطر و به خط نستعلیق نوشته شده است. تاریخ نگارش این نسخه، جمادی‌الثانی ۱۲۶۴ ه‍.ق/۱۸۴۸ م. ذکر شده است.
۴. نسخه چاپ سنگی: این نسخه در سال ۱۴۰۲ ه‍.ق/۱۹۸۲ م. توسط اکبر حیدری کشمیری در ۴۴۶ صفحه و با همت «انجمن شرعی شیعیان جامو و کشمیر» در شریعت‌آباد هند به چاپ رسیده است. نسخه‌ای از این چاپ در کتابخانه آستان قدس رضوی موجود است.